# Miklósi István
Miklósi István (1909. november 10. – 1963. november 30.) válogatott labdarúgó, jobbhátvéd.

## Pályafutása

### Klubcsapatban
A Szürketaxi FC labdarúgója volt. Megbízható, jól helyezkedő hátvéd volt, aki távoli gólveszélyes szabadrúgásairól volt ismert.

### A válogatottban
1937 és 1938 között három alkalommal szerepelt a magyar labdarúgó-válogatottban és egy gólt szerzett. Harmadik, Luxemburg elleni válogatott mérkőzésén harminc méteres szabadrúgásból szerzett gólt.

## Statisztika

### Mérkőzései a válogatottban
| Magyarország | Magyarország      | Magyarország         | Magyarország | Magyarország | Magyarország | Magyarország | Magyarország | Magyarország |
| #            | Dátum             | Helyszín             | Hazai        | Eredmény     | Vendég       | Kiírás       | Gólok        | Esemény      |
| ------------ | ----------------- | -------------------- | ------------ | ------------ | ------------ | ------------ | ------------ | ------------ |
| 1.           | 1937. október 10. | Bécs, Práter-stadion | Ausztria     | 1 – 2        | Magyarország | Európa-kupa  | -            |              |
| 2.           | 1938. január 9.   | Lisszabon            | Portugália   | 4 – 0        | Magyarország | barátságos   | -            |              |
| 3.           | 1938. január 16.  | Luxembourg           | Luxemburg    | 0 – 6        | Magyarország | barátságos   | 1            | 80'          |
|              | Összesen          |                      |              | 3            | mérkőzés     |              | 1            | gól          |